# Wied Filep Dolmen

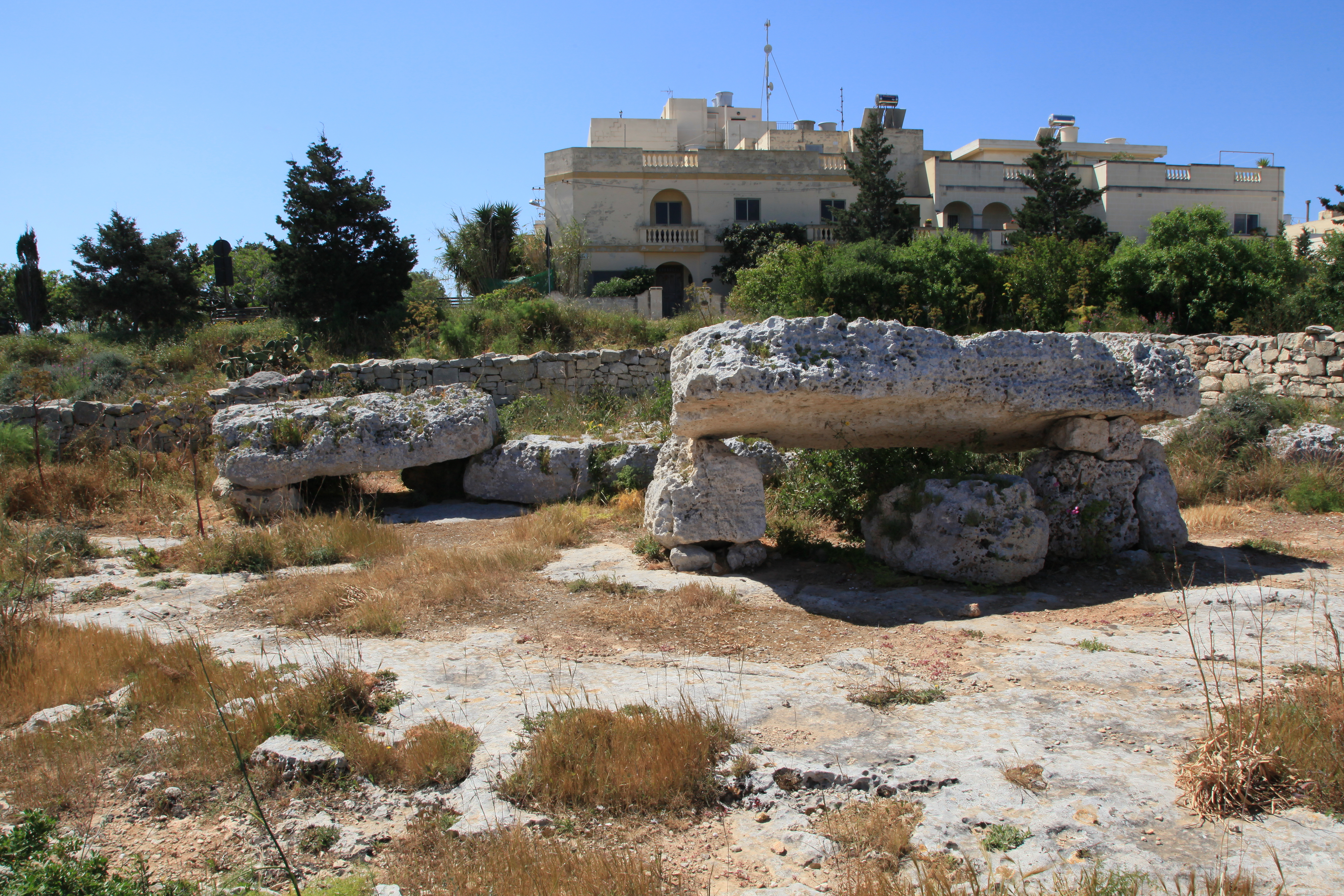
Wied Filep Dolmen

Die beiden Wied Filep Dolmen liegen im Wied Filep (Tal) in einer umwallten Einfriedung an der Straße von Mosta nach Gharghur auf der Insel Malta. Auf Maltesisch werden Dolmen als l-imsaqqfa (mit einem Dach versehen) bezeichnet. Sie bestehen aus einem roh behauenen Deckstein, der auf zwei oder drei Seiten von Tragsteinen gestützt wird, die meist auf einer ihrer langen Schmalseiten stehen. Unter der Mitte ist der Felsuntergrund ausgearbeitet, so dass eine bis zu 60 cm tiefe Grube entstand. Die Dolmen dienten als Begräbnisstätte (für Brandgräber). Die Megalithanlagen stammen aus der frühen bronzezeitlichen „Tarxien-Cemetery-Phase“ (2500–1500 v. Chr.) Die nächsten Parallelen in Italien finden sich in Apulien und auf Sizilien, was die einfache Form angeht, auch auf dem Golan und in Nordafrika.

## Dolmen A
Dolmen A (Lage) ist größer und besser erhalten als Dolmen B (Lage). Er hat einen Deckstein von 3,6 × 1,7 m und 60 cm Dicke. An den Enden ist der Deckstein durch Steine unterstützt, so dass die Oberkante des Decksteins etwa 1,4 Meter hoch ansteht.

## Dolmen B
Der Deckstein von Dolmen B liegt näher an dem Boden und wird auf der einen Seite am Rand mittels niedriger Felsen gestützt und auf der anderen liegt er auf kleinen Steinen auf. Er ist 3 Meter lang, mit einer Breite zwischen 1,5 und 2 m.